# Бубазлата
Бубазлата (лат. Cetonia aurata) је инсект из реда тврдокрилаца (Coleoptera) и потпородице бубазлате (Cetoniinae). Одликује се карактеристичном металик-зеленом обојеношћу, која се често прелива у нијансама жуте и црвене (бакарне) боје. Често се виђа током касног пролећа и лета.

## Морфологија
Тело је дужине 20 mm, металик зелене боје (али се бронзана, бакарна љубичаста, плава или сива могу преливати или бити доминантне), са скутелумом (scutellum, мала троугласта плоча између елитри и пронотума) облика латиничног "V". На елитрама постоје и неправилне, мале беле шаре. Доња страна тела је бакарне боје.
Метално-зелена боја површина тела јавља се рефлексијом циркуларно поларизоване светлости, обично лево поларизоване. Када се посматрају кроз десно-циркуларни поларизатор, изгледају безбојно. Многе scarabaeidae емитују лево циркуларно поларизовану светлост.
Занимљива морфолошка одлика је да по потреби савијају тарзусе (tarsae) и приљубљују их уз унутрашњост ногу по потреби (обично када се осећају угрожено).

#### Летење
Бубазлате припадају групи тврдокрилаца (Cetoniini) који лете са спуштеним елитрама (очврсчим првим паром крила). Мали прорез на елитрама и њихов специфичан положај омогућавају другом пару крила да се „провуче“ и помера се. Лет је веома брз и гласан, па у лету подсећају на бумбаре.

## Екологија

#### Исхрана
Адулти су фитофагни - хране се цветовима, нектаром и поленом, а наводно преферирају руже (по чему су добиле енглеско име, "Rose chafers"). Ларве су сапрофагне, тачније детритиворне - хране се биљном органском материјом у распадању.

#### Распрострањеност
Бубазлате живе у читавој јужној и средњој Европи, као и у јужним деловима Велике Британије.

#### Репродуктивни циклус
C. aurata имају двогодишњи животни циклус. Ларве су олигоподне, што је карактеристично за породицу Scarabaeidae; тело им је облика слова слова „С“, веома чврсто, наборано и одлакано; имају ситне главе и ноге (3 пара). Препознатљиве су по томе што се крећу на леђима, уместо вентралном страном тела (где су им ноге). У стадијум лутке улазе током јуна или јула. Презимљавају на месту где су се храниле, што може бити у компосту, балези, трулом лишћу или дрвету, Могуће је да одређени број метаморфозира у адулте у јесен, међутим већина излази после презимљавања, у пролеће, када се и паре. После парења и полагања јаја у органску материју у распадању, адулти угибају. Ларве расту веома брзо и двапут се пресвуку до краја јесени.

#### Еколошка улога
Ларве бубазлата имају веома значајну улогу у екосистемима, јер као сапрофази (детритивори) разлажу биљне материје, тако их враћајући у природни циклус кружења материје. Стварају веома квалитетан компост, па се због тога називају инсeкатским еквивалентом кишних глиста. 

## У култури
У својој књизи „Синхроницитет“ (1952), швајцарски психолог Карл Густав Јунг говори о догађају - примеру синхроницитета - чији је актер и једна C. aurata: "Млада жена коју сам лечио, у критичном моменту је имала сан у коме јој је поклоњен златни скараб. Док ми је препричавала сан, седео сам леђима окренут према затвореном прозору. Одједном, иза себе сам чуо буку, попут благог куцања. Окренуо сам се и видео летећег инсекта који је ударао у прозорско окно са његове спољашње стране. Отворио сам прозор и ухватио створење у ваздуху како је улетело. Била је то обична бубазлата (Cetonia aurata), која је супротно од својих уобичајених навика очигледно осетила нагон да улети у тамну просторију, баш у том тренутку. Морам признати да ми се тако нешто није догодило ни пре, ни после."